# Samir Allioui

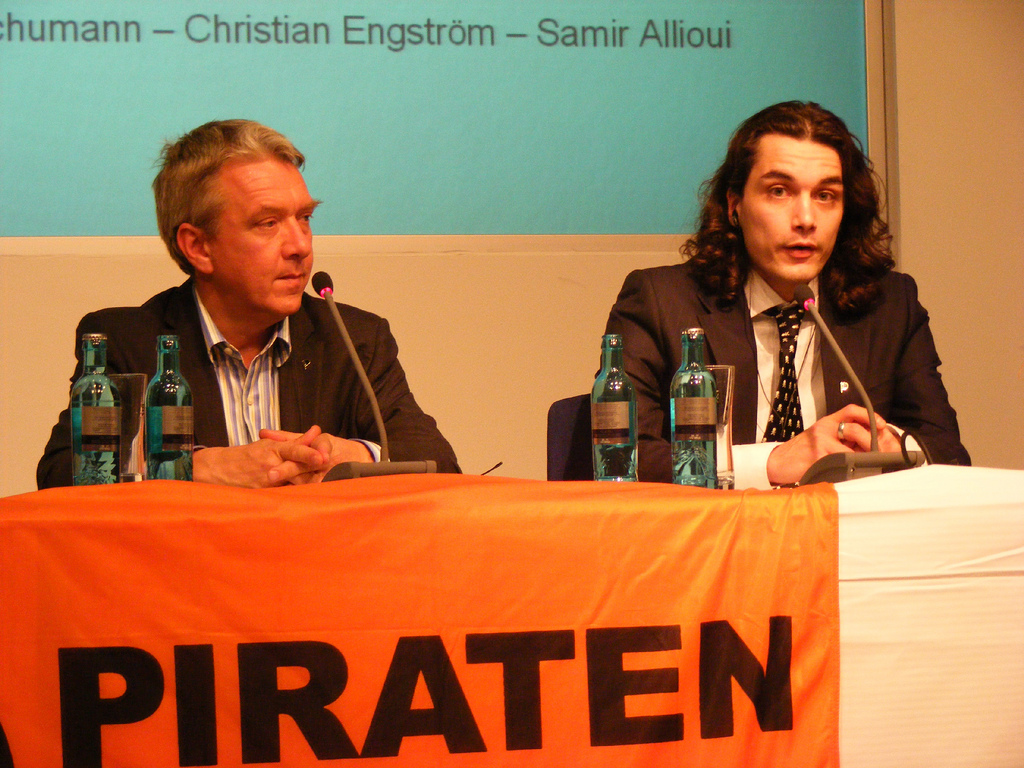
Christian Engström (l.) und Samir Allioui (r.)

Samir Allioui, aktiv unter dem Nicknamen „Coretx“, (* 1983 in Amsterdam) ist ein niederländischer Politiker der Piratenpartij Nederland (PPNL).

## Politische Laufbahn
Samir Allioui war Mitbegründer und Gründungsvorsitzender der PPNL. Ab April 2010 wurde das Amt des Parteivorsitzenden dann anderweitig besetzt, da Allioui als „Lijsttrekker“ der Partei ab den Parlamentswahlen 2010 fungierte, also als politischer Parteiführer hinsichtlich politischer Wahlen.
Ferner war Allioui an der Seite des Schweizers Patrick Mächler von Juli 2009 bis April 2010 Koordinator hinsichtlich der Gründung von Pirate Parties International (PPI), dem  internationalen Dachverband der Piratenparteien. Von März 2011 war er an der Seite des Tschechen Marcel Kolaja für ein Jahr lang Co-Präsident von PPI.